# Alan Brennert
Pour les articles homonymes, voir Michael Bryant et Bryant.
Œuvres principales
- L'Échange

Alan Brennert, utilisant parfois le pseudonyme Michael Bryant, né le 30 mai 1954 à Englewood dans le New Jersey, est un écrivain américain de science-fiction. Également scénariste pour des séries télévisées (La Cinquième Dimension, La Loi de Los Angeles, Star Trek: Enterprise et Stargate Atlantis) ou des comics (Batman : D'ombre et de lumière, Daredevil), il s'est tourné depuis les années 2000 vers le roman historique.

## Œuvres

### Romans
- (en) City of Masques, 1978
- (en) Kindred Spirits, 1984
- L'Échange, Denoël, coll. « Présences », no 2, 1991 ((en) Time and Chance, Tor, 1990), trad. Philippe R. Hupp  (ISBN 2-207-23892-X)Réédition, Gallimard, coll. « Folio SF », no 121, 2002
- Moloka'i, la prisonnière du paradis, Charleston, 2014 ((en) Moloka'i, St. Martin's Press, 2003), trad. Amandine Schneider  (ISBN 2-368-12023-8)
- (en) Honolulu, 2009
- (en) Palisades Park, 2013

### Nouvelles traduites en français
- Ma Qui, 1998 ((en) Ma Qui, 1990), trad. Benoît DomisPubliée dans Ténèbres no 4

## Récompense
Il obtient le prix Nebula de la meilleure nouvelle courte 1991 pour Ma Qui.